# Excelsior Stadium
Excelsior Stadium - stadion piłkarski położony w szkockim mieście Airdrie. Oddany do użytku w 1998 roku. Od tego czasu swoje mecze na tym obiekcie rozgrywa klub piłkarski Airdrieonians. Stadion może pomieścić 10 171 osób. 